# Janus Daði Smárason
Janus Daði Smárason (Reykjavik, 1 de enero de 1995) es un jugador de balonmano islandés que juega de central en el SC Pick Szeged. Es internacional con la selección de balonmano de Islandia.
Su primer gran campeonato con la selección fue el Campeonato Mundial de Balonmano Masculino de 2017.

## Palmarés

### Haukar
- Liga de Islandia de balonmano (2): 2015, 2016

### Aalborg
- Liga danesa de balonmano (2): 2019, 2020
- Copa de Dinamarca de balonmano (1): 2018
- Supercopa de Dinamarca de balonmano (2): 2019, 2020

### SC Magdeburg
- Campeonato Mundial de Clubes (1): 2023
- Liga de Alemania de balonmano (1): 2024
- Copa de Alemania de balonmano (1): 2024

## Clubes
| Club                 | País      | Año         |
| -------------------- | --------- | ----------- |
| Haukar Handball      | Islandia  | 2014 - 2017 |
| Aalborg HB           | Dinamarca | 2017 - 2020 |
| Frisch Auf Göppingen | Alemania  | 2020 - 2022 |
| Kolstad Håndball     | Noruega   | 2022 - 2023 |
| SC Magdeburg         | Alemania  | 2023 - 2024 |
| SC Pick Szeged       | Hungría   | 2024 - Act. |